# Kubuś Puchatek

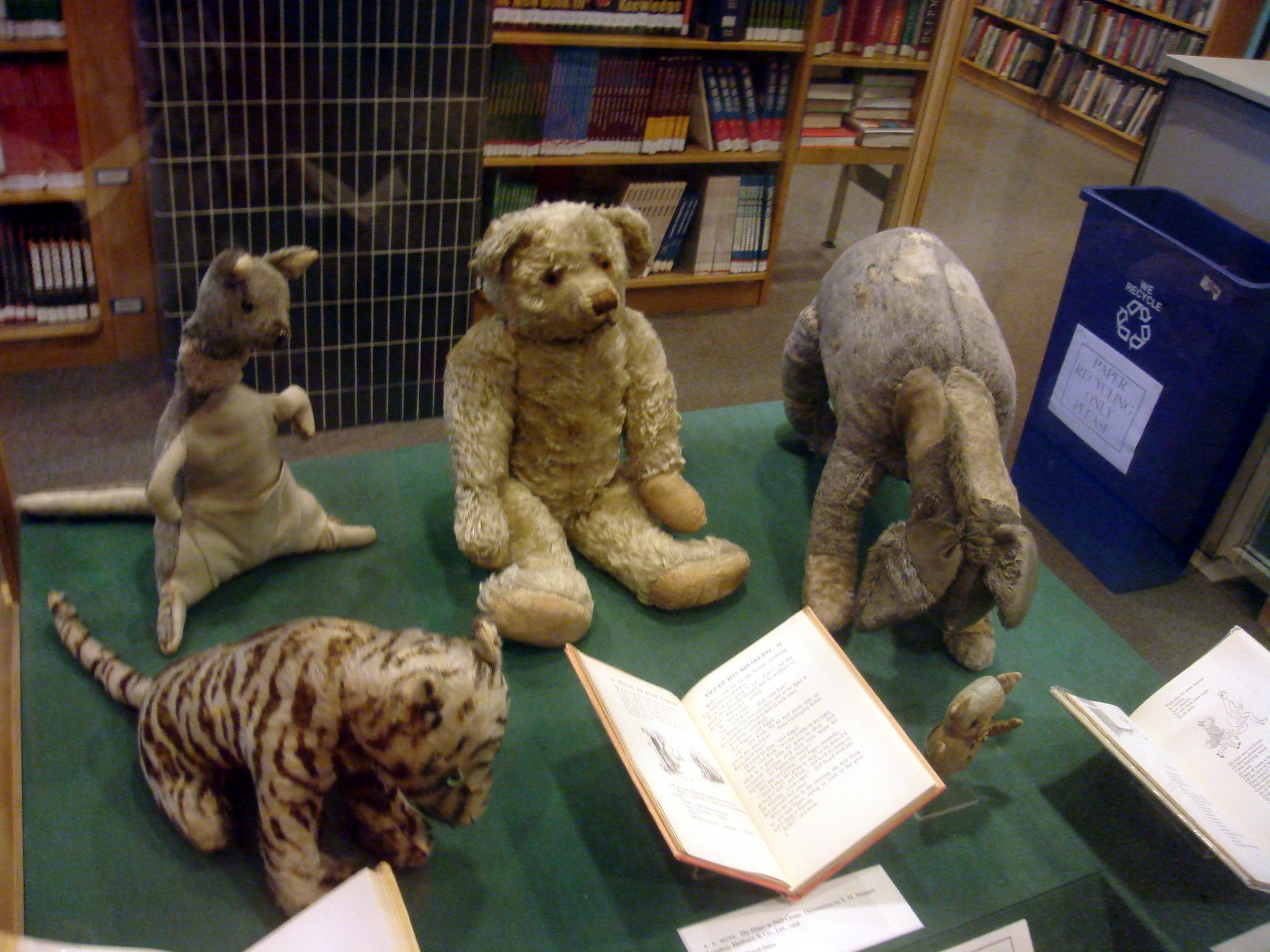
Zabawki stanowiące pierwowzór Kubusia Puchatka i jego przyjaciół. Są eksponatami w New York Public Library

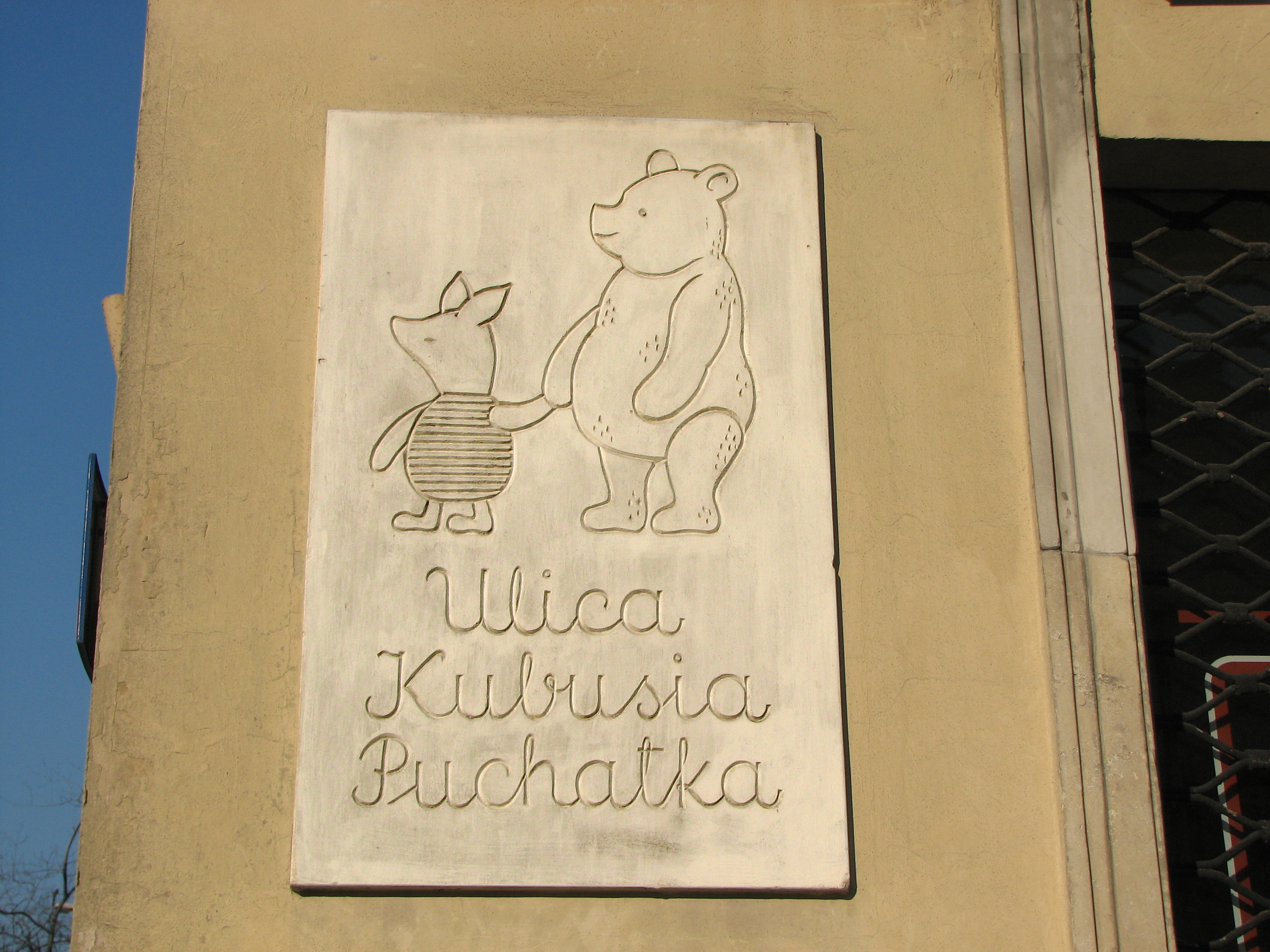
Ulica Kubusia Puchatka w Warszawie

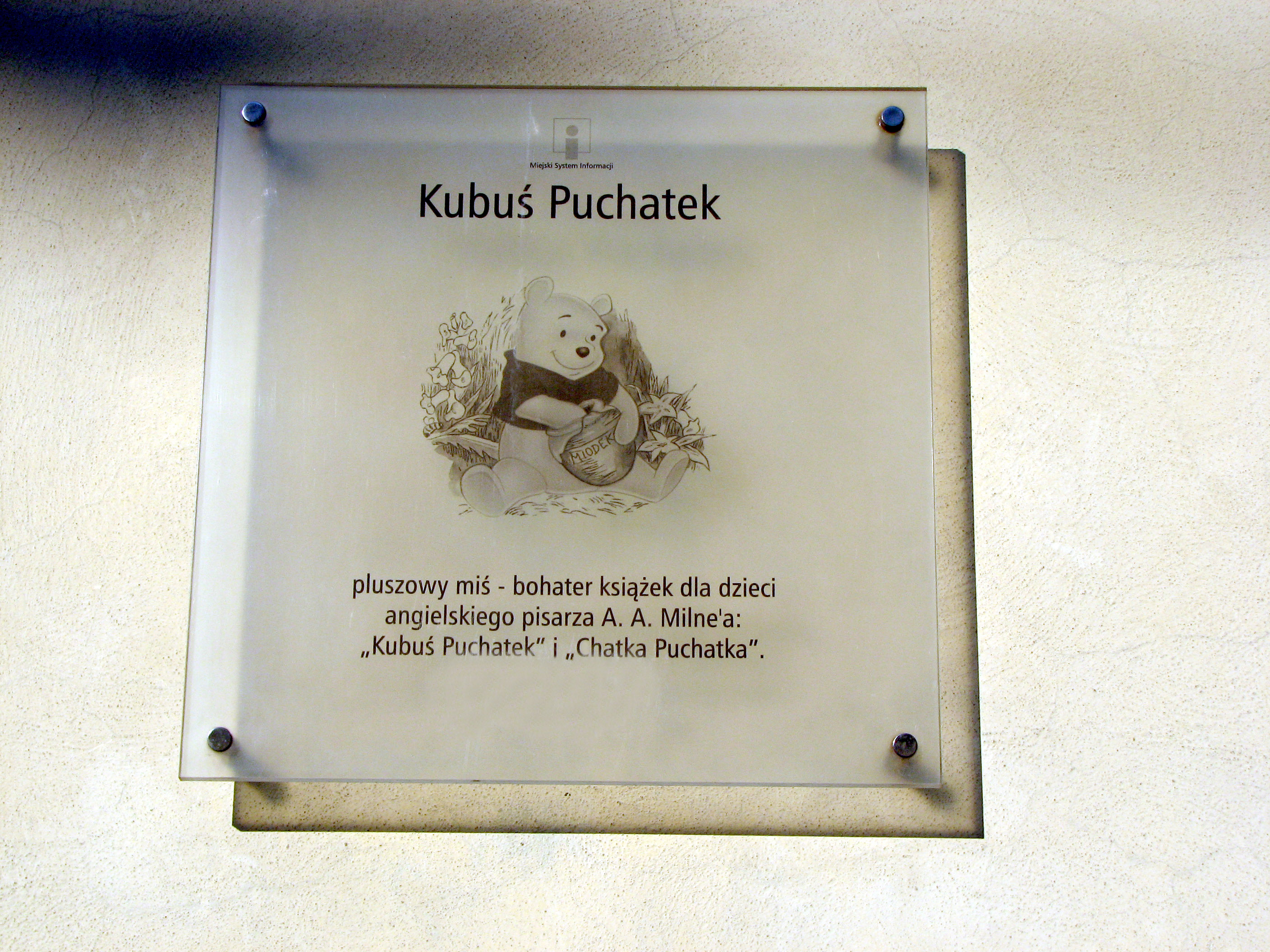
Ulica Kubusia Puchatka w Warszawie, tablica MSI

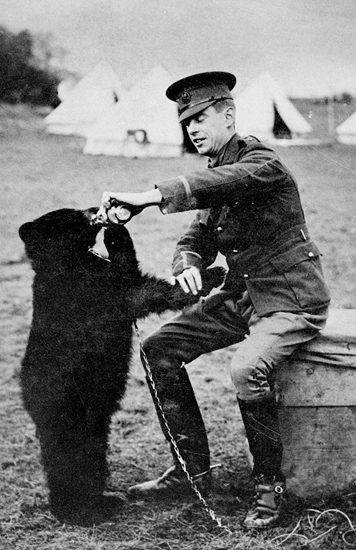
Niedźwiedzica Winnie od której wziął nazwę Kubuś Puchatek

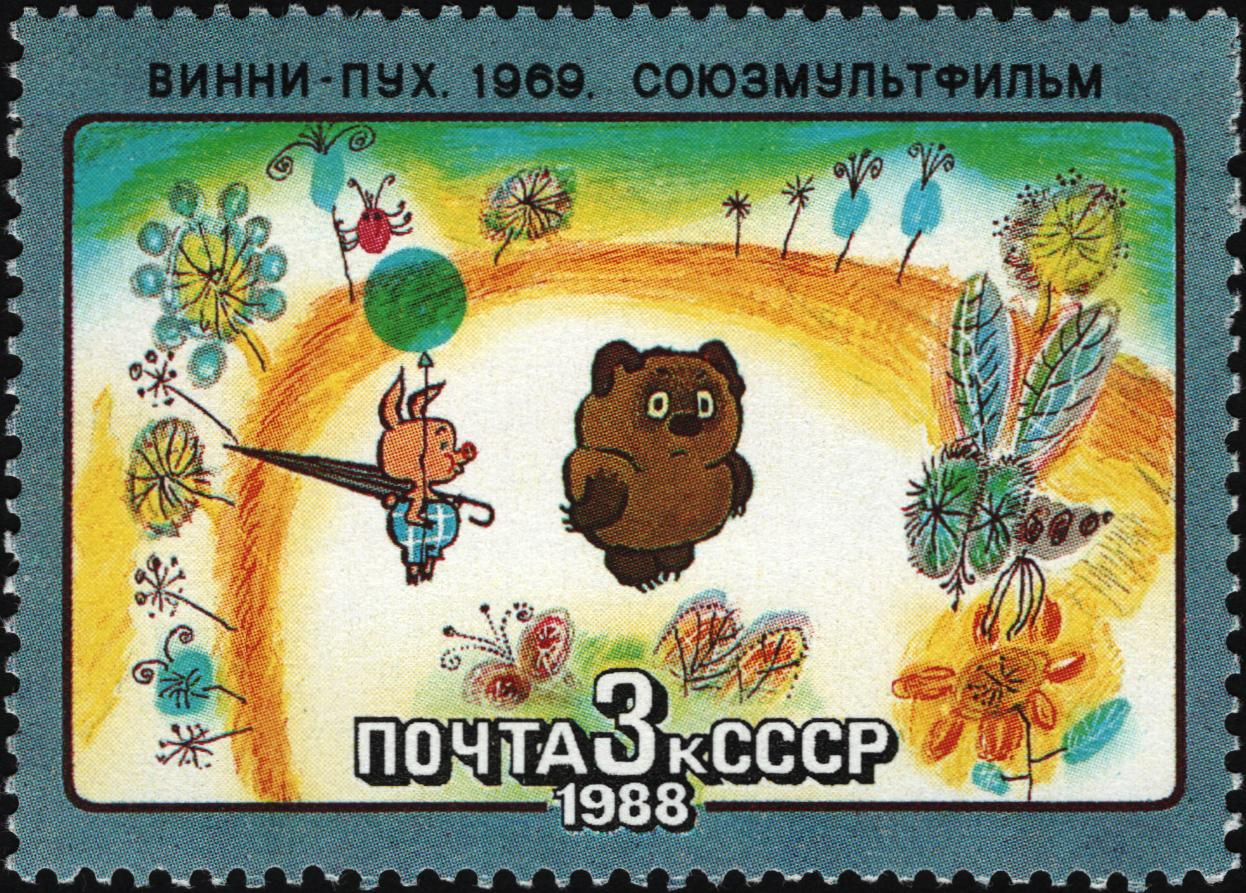
Znaczek pocztowy ZSRR z roku 1988

Kubuś Puchatek, również Fredzia Phi-Phi (ang. Winnie the Pooh) – fikcyjna postać z literatury dziecięcej, pluszowy miś stworzony przez brytyjskiego pisarza Alana Alexandra Milne’a.
W pierwszej książce o Kubusiu Puchatku wydanej 14 października 1926 roku pojawiły się takie postacie jak: Prosiaczek, Królik, Kłapouchy, Sowa Przemądrzała, Mama Kangurzyca i Maleństwo, krewni i znajomi Królika oraz Krzyś (którego pierwowzorem był syn autora), a w drugiej części pt. Chatka Puchatka autor dodatkowo wprowadził postać Tygrysa. W powieściach pojawiają się też wymyślone postacie przedstawiane jako antagonistyczne: Słonie (Ho-honie), Łasiczki, Lisy, Jagular, Jentyk.
Książki Alana Alexandra Milne’a:
- Kubuś Puchatek (Winnie-the-Pooh; pierwsze wydanie w 1926, 1938 w Polsce)
- Chatka Puchatka (The House at Pooh Corner; pierwsze wydanie w 1928, 1938 w Polsce)
- Wiersze dla Krzysia (When We Were Very Young, Now We Are Six; pierwsze wydania w 1924 i 1927, w Polsce 1957; później wydane osobno jako „Kiedy byliśmy bardzo młodzi” i „Mamy już sześć lat”)

## Pochodzenie imienia
Podobnie jak i wiele innych postaci z książek Milne’a, Kubuś Puchatek został nazwany imieniem jednej z zabawek Christophera Robina Milne’a (1920–1996), syna pisarza. Z kolei pluszowa zabawka Christophera została nazwana tak od imienia niedźwiedzicy Winnipeg będącej żywą maskotką kanadyjskiego wojska z Korpusu Weterynaryjnego Kanady. Została kupiona za 27 dolarów przez porucznika Iana Gary’ego w miasteczku White River w Ontario, gdzie dziś znajduje się pomnik misia. W październiku 1914 roku została przewieziona do Wielkiej Brytanii. Postanowiono pozostawić ją w londyńskim ogrodzie zoologicznym. Padła 12 maja 1934.
W 1924 roku Alan Milne pierwszy raz przyszedł do zoo z czteroletnim synem Christopherem, który bardzo polubił Winnie. Trzy lata wcześniej Milne kupił w domu handlowym Harrods i dał synowi na jego pierwsze urodziny pluszaka firmy „Alfa Farnell”. We wrześniu 1981 61-letni Christopher Robin Milne, uczestniczył w odsłonięciu pomnika niedźwiedzicy Winnie (naturalnych rozmiarów, dzieło Lorne Makkina) w londyńskim zoo.

## Polskie tłumaczenia
Najstarsze i wciąż najbardziej popularne tłumaczenie obu książek (jak i Wierszy) jest autorstwa Ireny Tuwim. Istnieje też nowszy przekład, pod tytułem Fredzia Phi-Phi, autorstwa Moniki Adamczyk-Garbowskiej (Wydawnictwo Lubelskie 1986, ISBN 83-222-0628-3) – kontrowersyjny przekład tytułu uważany jest przez jego zwolenników za bliższy oryginałowi.
W tłumaczeniach Kubusia Puchatka na język polski występuje problem określenia jego płci. Irena Tuwim rozumując, że nie da się przełożyć imienia tak, by sprawa jego pochodzenia i rozumienia była jasna dla polskiego czytelnika, ochrzciła misia imieniem Kubuś. Monika Adamczyk we Fredzi Phi-Phi, podobnie jak Milne, nadała imię żeńskie męskiemu misiowi, konsekwentnie stosując formy męskie np. (...) Phi miał zamknięte oczy, Fredzia Phi-Phi zatrzymał się nagle i pochylił się zagadkowo nad śladami. Milne ani razu nie nazywa „Kubusia” „Winnie”, stosuje tylko połączenie „Winnie the Pooh”, a najczęściej nazywa misia po prostu „Pooh”. Używa w odniesieniu do niego męskich zaimków osobowych.

## Kaszubskie tłumaczenie
W 2015 roku został wydany przez Zrzeszenie Kaszubsko-Pomorskie przekład utworu Milne’a na język kaszubski. Przetłumaczenia z oryginału dokonała Bożena Ugowska. Tytułowego bohatera w kaszubskiej wersji nazwano „Miedzwiôdk Pùfôtk”.

## Tłumaczenia na inne języki
Imię Kubusia Puchatka w tłumaczeniach na inne języki jest bardzo różnorodne. W wielu językach zachowano formę z odpowiednikiem przedimka „the”: po holendersku „Winnie de Poeh”, w jidysz װיני-דער-פּו („Wini-der-Pu”). W innych językach Kubusia nazywają jednym z dwóch jego imion: „Niedźwiadkiem Pooh” (po niemiecku „Pu der Bär”, po czesku „Medvídek Pú”), lub „Niedźwiadek Winnie” (po francusku „Winnie l’ourson”). Są także tłumaczenia, w których nie ma ani „Winnie”, ani „Pooh”, np. po węgiersku „Micimackó”, duńsku „Peter Plys” lub norwesku „Ole Brumm”.
W języku angielskim „h” w imieniu „Pooh” nie wymawia się i rymuje się w tekście z „who” i „do”. W niemieckim, czeskim, łacinie i esperanto tłumaczy się ono jak „Pu”. Tym niemniej w białoruskim tłumaczeniu („Winia-Pych”) drugą część imienia przetłumaczono jako „Pych”, co jest spółdźwięczne z białoruskimi słowami „pycha” (pol. pycha) i „zapychacca” (pol. zmęczyć się, zasapać się). Do rosyjskiej i ukraińskiej tradycji weszło imię „Puch” (słowiańskie słowa puch, puchaty).

## Kwestia praw autorskich do postaci
Przygody Kubusia Puchatka doczekały się wielu ekranizacji i adaptacji teatralnych. Od lat sześćdziesiątych właścicielem autorskich praw majątkowych do postaci Kubusia Puchatka był The Walt Disney Company. Obecnie sytuacja zmienia się i na przykład na terenie Stanów Zjednoczonych Ameryki postać Kubusia Puchatka od 1 stycznia 2022 (95 lat po publikacji pierwszej książki) należy do domeny publicznej. Wciąż jednak ochronie podlega postać Puchatka stworzona przez The Walt Disney Company, która jest zarejestrowana jako znak towarowy. Firma strzeże swoich praw do tego wizerunku w dość stanowczy sposób. W innych krajach sytuacja może się różnić i zależy od lokalnego prawodawstwa. W Polsce tłumaczenie Ireny Tuwim podlega pewnej ochronie prawno-autorskiej jako odrębny utwór. Jeśli chodzi autorskie prawa majątkowe do samej książki A. A. Milne to w Polsce gasną one 70 lat po śmierci autora, czyli od 1 stycznia 2027.

### Pozaksiążkowe wcielenia bohatera
Firma Disney rozwija wizerunek Kubusia poprzez produkcję filmów animowanych, krótko- i długometrażowych, które mają coraz luźniejszy związek z pierwowzorem literackim oraz oryginalnymi ilustracjami E.H. Sheparda. Oprócz powieści A.A. Milne’a, postać Kubusia wykorzystywana jest też w licznych poradnikach dla dzieci i dorosłych, które starają się tłumaczyć rozmaite złożone problemy jak najprostszym językiem. Ich przykłady to m.in. książka Benjamina Hoffa Tao Kubusia Puchatka i jej kontynuacja Te Prosiaczka, które na przykładzie postaci z cyklu objaśniają założenia filozofii chińskiej.
W 2011 roku do kin weszła kolejna produkcja o Kubusiu Puchatku wytwórni Walt Disney Animation Studios pt. Kubuś i przyjaciele, zrealizowana na podstawie wszystkich wydanych do tej pory książek o Puchatku, również na podstawie Powrotu do Stumilowego Lasu autorstwa Davida Benedictusa z 2009 roku.

## Filmowe adaptacje Kubusia Puchatka
Filmy pełnometrażowe 

Przygody Kubusia Puchatka

Niezwykła przygoda Kubusia Puchatka 

Kubuś Puchatek: Czas prezentów 

Tygrys i przyjaciele

Kubusiowe opowieści: Opowieści prosto z serca 

Kubuś Puchatek: Puchatkowego Nowego Roku 

Kubusiowe opowieści: Dobre maniery 

Prosiaczek i przyjaciele 

Maleństwo i przyjaciele 

Kubuś i hefalumpy

Pooh's Heffalump Halloween Movie 

Moi przyjaciele – Tygrys i Kubuś: Gwiazdka Superdetektywów

Moi przyjaciele – Tygrys i Kubuś: Na rozśpiewanym pikniku

Kubuś i przyjaciele 

Krzysiu, gdzie jesteś? 

Seria Czarodziejski świat Kubusia 

Czarodziejski świat Kubusia: Jeden za wszystkich, wszyscy za jednego 

Czarodziejski świat Kubusia: Drobiazgi są ważne 

Czarodziejski świat Kubusia: Zabawy z Kubusiem 

Czarodziejski świat Kubusia: Dzień odkryć 

Czarodziejski świat Kubusia: Przyjaciele na zawsze 

Czarodziejski świat Kubusia: Miłość i Przyjaźń 

Czarodziejski świat Kubusia:Przyjacielska pomoc 

Czarodziejski świat Kubusia: Rośniemy z Kubusiem

Filmy krótkometrażowe 

Kubuś Puchatek i miododajne drzewo 

Wiatrodzień Kubusia Puchatka 

Kubuś Puchatek

Kubuś Puchatek idzie w gości 

Kubuś Puchatek i jego troski

Kubuś Puchatek i rozbrykany Tygrys 

Kubuś poznaje pory roku 

Kubuś Puchatek i Dzień Kłapouchego 

Gwiazdka z Kubusiem Puchatkiem 

Bu, Puchatku! 

Kubuś Puchatek i Dzień Dziękczynienia

Winnie The Pooh: A Valentines For You 

Happy Pooh Year 

Kubuś i przyjaciele odwołują walentynki  

Disney Sing Along Songs 

Winnie The Pooh: Sing A Song With Pooh Bear 

Winnie The Pooh: Sing A Song With Tigger

Winnie The Pooh: Sing A Song With Pooh Bear And Piglet Too

Disney Learning Adventures

Winnie The Pooh: ABC's

Winnie The Pooh: 123's

Winnie The Pooh: Shapes And Sizes

Winnie The Pooh: Wonderful Word Adventures

## Seriale animowane o Kubusiu Puchatku
- Welcome to Pooh Corner – amerykański serial dla dzieci (1983)
- Nowe przygody Kubusia Puchatka – amerykański serial animowany (1988–1992)
- Café Myszka (niektóre odcinki) – amerykański serial animowany (2001–2003)
- Kubusiowe opowieści – amerykański serial animowany (2001–2002)
- Moi przyjaciele – Tygrys i Kubuś – amerykański serial animowany (2007–2010)
- Kubusiowe przygódki – amerykański serial animowany (2011)
- Kubusiowe opowieści o przyjaźni – amerykański serial fabularno-animowany (2012)

## Parodie
- Puchatek: Krew i miód - horror, a zarazem parodia. Powstała gdy prawa autorskie do postaci wygasły